# Cristina Fernández Pintado
Cristina Fernández Pintado (València, 29 de novembre de 1980) és una actriu, coreògrafa i directora valenciana coneguda pel seu paper de Conxeta Llopis a la sèrie L'Alqueria Blanca.

## Biografia
Cristina Fernández va iniciar els seus estudis de dansa contemporània en un conservatori de València, compaginant-lo amb la carrera de filosofia, que va abandonar per a estudiar art dramàtic.
En 2006 i 2007 fa aparicions episòdiques en sèries com El comisario i Hospital Central.
El 2008 aconsegueix el seu primer paper protagonista en la reeixida sèrie L'Alqueria Blanca per a interpretar a Conxeta, la cosina de Blanca (Carme Juan). Es manté a la sèrie fins al tancament de Canal Nou a finals del 2013.
Després de l'obertura d'À Punt, Fernández fitxa per La vall per a interpretar la Júlia. El 2020 apareix a la sèrie d'Atresmedia Perdida, amb un personatge secundari.
El 2020 dirigeix la seva primera pel·lícula Coses a fer abans de morir protagonitzada per Oriol Tarrasón, Manuel Maestro, Àngel Fígols i ella mateixa.
El 2021 reprèn el seu personatge de Conxeta a L'Alqueria Blanca després del rellançament de la sèrie a À Punt.
El 2023 fitxa per la sèrie diària de La 1 La promesa per a interpretar Margarita Llopis de Luján.

## Filmografia

### Televisió
| Any                                  | Títol                | Personatge                | Canal              | Notes       |
| ------------------------------------ | -------------------- | ------------------------- | ------------------ | ----------- |
| 2005                                 | En l'aire            |                           | Canal Nou          |             |
| 2006                                 | El comisario         |                           | Telecinco          | 1 episodi   |
| 2007                                 | Maniàtics            |                           | Canal Nou          |             |
| 2007                                 | Hospital Central     | Beatriz                   | Telecinco          | 1 episodi   |
| 2008 - 2013; 2019; 2021 - actualitat | L'Alqueria Blanca    | Conxeta Llopis            | Canal Nou / À Punt |             |
| 2014                                 | Amar es para siempre | Verónica Torres           | Antena 3           |             |
| 2018                                 | La Vall              | Júlia Garbí               | À Punt             | 12 episodis |
| 2020                                 | Perdida              | Sagrario                  | Antena 3           | 3 episodis  |
| 2022                                 | Servir y proteger    | Inspectora Aldana         | La 1               | 9 episodis  |
| 2022                                 | Desenterrats         | Nicole Vidal              | À Punt             | 10 episodis |
| 2023 - actualitat                    | La promesa           | Margarita Llopis de Luján | La 1               |             |

### Cinema

#### Com a actriu
| Any  | Títol                      | Personatge      |
| ---- | -------------------------- | --------------- |
| 2008 | Maritini, il valenciano    | Prostituta      |
| 2010 | Cuatro estaciones          | Julie           |
| 2016 | 100 metres                 | Clienta cap     |
| 2018 | Formentera Lady            | Ballarina       |
| 2018 | El desentierro             | Inspectora      |
| 2020 | Un mundo normal            | Guàrdia civil 1 |
| 2020 | Coses a fer abans de morir | Isabel          |

#### Com a directora
| Any  | Títol                      | Personatge            |
| ---- | -------------------------- | --------------------- |
| 2020 | Coses a fer abans de morir | Directora i guionista |

### Curtmetratges
| Any  | Títol                               | Personatge       |
| ---- | ----------------------------------- | ---------------- |
| 2004 | ¿Dónde me llevo?                    |                  |
| 2013 | ERE, Expediente Regular de Enchufes | Madre            |
| 2016 | Un lugar                            |                  |
| 2016 | El circo francés                    | Prostituta       |
| 2018 | Rosenwohl                           | Magdalena Forsch |
| 2020 | A qué volver                        | Hermana          |
| 2022 | La butaca de la puta                |                  |
| 2023 | Sola no                             |                  |